# Renato Pirocchi
Renato Pirocchi (ur. 26 marca 1933 w Notaresco, zm. 29 lipca 2002 w Chieti) – włoski kierowca wyścigowy.

## Życiorys
Pirocchi był nadzieją włoskiego motorsportu w połowie lat 50., kiedy ścigał się samochodami Stanguellini, a później był gwiazdą Włoskiej Formuły Junior. Uczestniczył w Grand Prix Włoch Formuły 1 w 1961 roku. Ponadto w tym samym roku brał udział w czterech wyścigach Formuły 1 niewliczanych do klasyfikacji Mistrzostw Świata.
Później został prezydentem Automobilklubu Pescara i pomógł w reaktywacji festiwalu Svolte di Popoli. Zmarł w 2002 roku po chorobie nerki.

## Wyniki w Formule 1
| Rok  | Zespół              | Bolid      | Silnik      | Wyniki w poszczególnych eliminacjach | Wyniki w poszczególnych eliminacjach | Wyniki w poszczególnych eliminacjach | Wyniki w poszczególnych eliminacjach | Wyniki w poszczególnych eliminacjach | Wyniki w poszczególnych eliminacjach | Wyniki w poszczególnych eliminacjach | Wyniki w poszczególnych eliminacjach | Pozycja | Punkty |
| ---- | ------------------- | ---------- | ----------- | ------------------------------------ | ------------------------------------ | ------------------------------------ | ------------------------------------ | ------------------------------------ | ------------------------------------ | ------------------------------------ | ------------------------------------ | ------- | ------ |
| 1961 | Pescara Racing Club | Cooper T51 | Maserati R4 | MCO                                  | NLD                                  | BEL                                  | FRA                                  | GBR                                  | DEU                                  | ITA                                  | USA                                  | 32      | 0      |
| 1961 | Pescara Racing Club | Cooper T51 | Maserati R4 | -                                    | -                                    | -                                    | -                                    | -                                    | -                                    | 12                                   | -                                    | 32      | 0      |